# Херман V фон Вирнебург
Херман V (II, III) фон Вирнебург (на немски: Hermann V (II, III) von Virneburg; * пр. 1209; † сл. 1254) е през 13 век граф на Графство Вирнебург.

## Произход
Той е син на граф Готфрид фон Вирнебург (1192 – 1204) и внук на граф Херман II фон Вирнебург († сл. 1192) и дъщерята на граф Готфрид I фон Куик и Арнсберг († сл. 1168) и Ида София фон Арнсберг († сл. 1154).
Графовете на Вирнебург се появяват за пръв път в документи като свидетели през 11 век. Център на графството и резиденция на род Вирнебурги е замък Вирнебург.

## Фамилия
Херман V се жени преди 27 февруари 1217 г. за Луитгард фон Насау (* ок. 1175/1180; † пр. 1222), вдовица на Гебхард IV фон Кверфурт, бургграф на Магдебург († 1213 пр. 1216), дъщеря на граф Рупрехт III фон Насау († 1191) и Елизабет фон Лайнинген, графиня фон Шаумбург († 1235/1238), дъщеря на граф Емих III фон Лайнинген (* 1127; † 1187). Те имат децата:
- Рупрехт I († 1238/1242), граф на Вирнебург (1238 – 1242)
- Хайнрих I († 1289), каноник в Карден (1238 – 1241), граф на Вирнебург (1242 – 1289), женен за Понцета фон Оберщайн (1253 – 1332)
- Херман, каноник в Карден (1269 – 1293)
- Гертруд, омъжена за Вилхелм II (Вилекин) фон Мандершайд (1247 – 1270)